# Supershallo zero
Supershallo zero è la quinta raccolta del rapper italiano Jesto, pubblicata il 5 aprile 2015.

## Descrizione
Uscito a sopresa senza alcuna campagna promozionale, il disco contiene una selezione dei brani a cui l'artista ha lavorato durante la realizzazione dei tre mixtape Supershallo, Supershallo 2 e Supershallo 3 ma che ha scelto di scartare da essi in quanto «non rientravano nel mood dei vari progetti». A differenza di Supershallo 3, Supershallo zero è stato distribuito in via completamente gratuita come gesto di riconoscenza del rapper verso i propri fan.

## Tracce
Testi di Justin Rosso Yamanouchi.
1. Zero Intro – 1:10
2. Bro – 4:05
3. Io, Pippo (Disney Rap) – 3:50
4. Al Parco (Skit) – 1:55
5. Il ragazzo della via Gluck (Cover) – 3:35
6. I miei soldi e le mie puttane – 3:15
7. Una come te – 3:15
8. Questa pioggia – 3:05
9. Scordarmi di te – 3:20
10. Piangi = Successo – 4:00
11. Originali – 3:15
12. Thanks – 3:35
13. Il motto – 2:25
14. Sempre fatti – 2:30
15. Tattoo – 2:45
16. Guardami (1 View) – 2:50
17. Is the Way – 8:20